# Генуезька марка
Східна Лігурійська марка (лат. Marca Liguria Orientale), також відома як Генуезька марка (лат. Marca Januensis) або Генуезьке маркграфство — марка, створена в 961 році майбутнім імператором Священної Римської імперії Оттоном I.
Формальна історія марки почалася приблизно в 951 році після того, як Беренгар Іврейський став королем Італії. Беренгар завершив реорганізацію військових округів на південь від річки По, розпочату його попередником Гуго Арльським для захисту від морських нападів сарацинів. Він утворив три нові території, для управління якими призначив маркграфів:
- Туринська марка, яка протягом короткого періоду була відома як марка Ардуїна (лат. Marca Arduinica) через призначення першим маркграфом Ардуїна Глабера.
- Західна Лігурійська марка, яка спочатку стала відома як марка Алерамо (лат. Marca Aleramica) через призначення першим маркграфом зятя Беренгара Алерамо. Ця територія стала також відома як Монферратська марка.
- Східна Лігурійська марка, яка стала відомою як марка Обертенгів (лат. Marca Obertenga) через призначення першим маркграфом Оберто I. Ця територія була також відома як Генуезька марка (лат. Marca Januensis), оскільки її столицею була Генуя.

У 961 році Італію вторгся король Східного Франкського королівства Оттон, що примусив Беренгара до втечі. Оттон продовжив роботу, яка була зроблена для реорганізації північного заходу Італії на три великі маркі. В Туринську і Західнолігурійську марки Оттон знову призначив маркграфами Ардуїна Глабера і Алерамо відповдно. Для Східнолігурійської марки Оттон повернув Оберто але з титулом графа-палатина (пфальцграфа). Згідно з початковою конфігурацією, Генуезька марка охоплювала сучасні графства Луні, Тортона, Мілан і Генуя.
Марка спочатку утримувала старша лінія Обертенгів, що походила від Оберто I. Титул маркио (marchio) став загальним у родині. Альберта Аццо II називали marchio de L(a/o)ngobardia . В його часи марка часто називали Міланською або Лігурійською. Його онук, Обіццо I, в 1173 році став першим маркграфом з Естенського дому і був призначений «маркграфом Міланським і Генуезьким» в 1184 році імператором Фрідріхом I Барбароссою. Відтоді титул Есте набув більшого значення, особливо з розвитком Міланської комуни і Генуезької республіки.

## Маркграфи
- Оберто I, 961 — бл.997
- Адальберт, бл.997
- Оберто II, бл.997 — бл.1013
- Альберто Аццо I, бл.1013 — бл.1029
- Альберто Аццо II, бл.1029 — 1097
- Фулько I, 1097 — бл.1146
- Обіццо I, бл.1146 — 1193